# Brenda Milner
Brenda Milner, geboren als Brenda Langford (Manchester (Verenigd Koninkrijk), 15 juli 1918), is een Brits-Canadese onderzoekster die veel heeft bijgedragen aan de neuropsychologie, in het bijzonder op het gebied van geheugen en cognitie.  

## Loopbaan
Brenda Langford studeerde en deed wetenschappelijk onderzoek aan Newnham College van de Universiteit van Cambridge. In 1944 trouwde ze met Peter Milner (1919-2018), ook neurowetenschapper, en vertrok met hem naar Canada. Zij werd in 1950 medewerker van Wilder Penfield en promoveerde in 1952 bij Donald O. Hebb aan de McGill-universiteit in Montreal, waar ze later zelf hoogleraar werd. Zij was een van de eersten die de effecten omschreven van schade aan de mediale temporale kwab op het geheugen. Haar bijdrage, als coauteur van William Beecher Scoville, aan het onderzoek naar de befaamde patiënt HM (Henry Molaison) maakt hiervan een belangrijk onderdeel uit.
In een aantal beroemde studies naar het functioneren van de mediotemporale cortex toonden Scoville en Milner aan dat amnesie als gevolg van schade aan dit hersengebied gekarakteriseerd wordt door het onvermogen om nieuwe herinneringen aan te maken, terwijl andere cognitieve eigenschappen intact zijn gebleven. Daarnaast toonden zij een dissociatie aan tussen motorisch en episodisch leren en geheugen, aangezien patiënten met schade aan de mediotemporale cortex wel in staat zijn om procedureel te leren.
Naast haar werk over de mediotemporale cortex hield zij zich ook bezig met lateralisatie van de hersenen en het functioneren van de frontale kwab. Aan haar zijn meer dan twintig eredoctoraten toegekend door universiteiten over de gehele wereld.
Op haar 100e verjaardag in 2018 was ze nog altijd actief in haar vakgebied en had ze nog de supervisie over onderzoekers. Ook in 2023 onderzocht de 105-jarige Milner aan de McGill University in Montreal nog steeds het menselijk brein.

## Publicaties (selectie)
- met W.B. Scoville: Loss of recent memory after bilateral hippocampal lesions. In: J Neurol Neurosurg Psychiatry. 20, 1957, pp. 11–21. Scoville_Milner (1957).pdf[dode link]
- Psychological defects produced by temporal lobe excision. In: Proceedings of the Association for Research in Nervous and Mental Diseases. 36, 1958, pp. 244–257.
- met S. Corkin en H. Teuber: Further analysis of the hippocampal amnesic syndrome:  14-year follow-up study of H.M. In: Neuropsychologia 6, 1968, pp. 215–234.
- Disorders of learning and memory after temporal lobe lesions in man. In: Clin. Neurosurg 19, 1972, pp. 421–466.
- met Larry Squire en Eric Kandel: Cognitive neuroscience and the study of memory. In: Neuron 20, 1998, pp. 445–468.

## Externe link

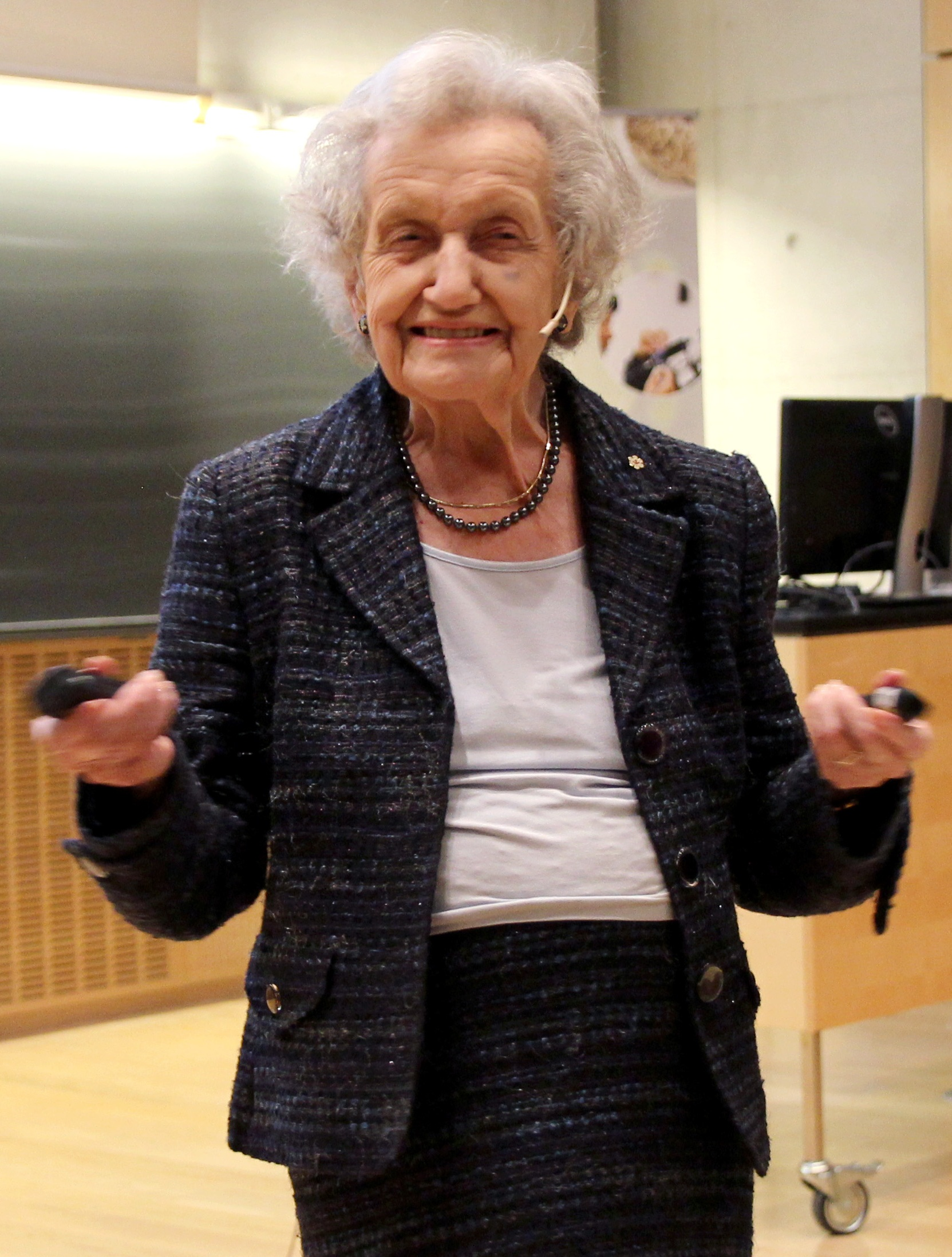
Brenda Milner geeft college op 96-jarige leeftijd